# Кадьё, Тревор
Тревор Джон Кадьё (фр. Trevor John Cadieu; род. Саскачеван, Канада) — канадский военный деятель, генерал-лейтенант, директор Стратегического объединённого штаба Вооружённых сил Канады (2019—2021).

## Биография
Родился в 1972 году в Саскачеване (Канада), вырос в Верноне. Учился в Военном колледже Ройал-Роудс. В 1995 году окончил Королевский военный колледж.
После получения воинского звания (1995) 17 лет служил в танковом полку Lord Strathcona’s Horse в Западной Канаде (полк входит в 1 Канадскую механизированную бригадную группу, являющуюся частью 3-й Канадской дивизии).
В 1997 году участвовал в боевых действиях в Боснии.
В 2002 году в чине капитана служил в Кандагаре (Афганистан), командовал танковым эскадроном разведки.
В 2006—2007 годах вернулся в Кандагар, командовал там Леопардовым танковым эскадроном в составе 1-го батальона Боевой группы Королевского Канадского полка (англ. Royal Canadian Regiment).
В 2010—2012 годах командовал полком Lord Strathcona’s Horse.
С 2012 по 2016 год командовал 1-й Канадской механизированной бригадой.
С середины 2016 года возглавлял канадский контингент Иерусалимской Оперативной группы войск в соответствии с Реформой сектора безопасности Палестины (часть Ближневосточного мирного процесса).
29 июня 2017 года назначен командиром 3-й Канадской дивизии.
С 24 июня 2019 года директор Стратегического совместного штаба (англ. Strategic Joint Staff) Канадских вооружённых сил. На момент назначения прослужил в канадской армии 28 лет.
В конце августа 2021 года представлен к назначению на должность командующего Канадскими сухопутными войсками, инаугурация должна была состояться 7 сентября. Однако бывшая сослуживица обратилась в Военную службу расследований (CFNIS) и обвинила Кадьё в сексуальных домогательствах (в 1994 году, ещё во время учёбы в военном колледже), в результате вступление в должность было отложено. Кадьё отверг все обвинения, но в октябре написал заявление об отказе от должности. В результате назначение не состоялось и он оказался в подвешенном состоянии. 5 апреля 2022 года он вышел в отставку по истечении 30 лет службы. Военная полиция продолжает расследование.
21 апреля 2022 года в канадской прессе появились статьи о его отъезде на Украину. Те же источники утверждают, что расследование в его отношении ещё не было прекращено. В июне он вернулся в Канаду.

## Награды
- Крест «За заслуги перед службой»[англ.] — 20 декабря 2018 года[9].
- Медаль «За заслуги перед службой»[англ.] 7 октября 2010 года[9].
- Орден «Легион почёта» (29.06.2019)